# Burgundski ratovi
Burgundski ratovi (1474. – 1477.) bili su sukobi između burgundskih vojvoda i Stare švicarske konfederacije i njezinih saveznika. Otvoreni rat izbio je 1474. godine, a sljedećih godina vojvoda Burgundije, Karlo Smjeli, pobijeđen je tri puta na bojnom polju i ubijen u bitci kod Nancyja 1477. godine. Vojvodstvo Burgundija i nekoliko drugih burgundskih zemalja postali su dio Francuske, dok su Burgundska Nizozemska i Franche-Comté postali posjed Karlove kćeri Marije, te na kraju prešli pod habsburšku kuću nakon njezine smrti zbog njezina braka s carem Maksimilijanom.

## Pozadina
Burgundski vojvode uspjeli su, tijekom razdoblja od oko sto godina, uspostaviti svoju vlast kao snažna sila između Svetog Rimskog Carstva i Francuske. Njihovi posjedi su uključivali, osim izvornih teritorija Franche-Comtéa i Burgundskog vojvodstva, ekonomski snažne regije Flandriju i Brabant kao i Luksemburg.
Burgundski vojvode uglavnom su slijedili agresivnu ekspanzionističku politiku, osobito u Elzasu i Loreni, težeći zemljopisno ujediniti svoje sjeverne i južne posjede. Budući da je već bio u sukobu s francuskim kraljem (Burgundija je bila na strani Engleza u stogodišnjem ratu), Karlov napredak duž Rajne ga je doveo u sukob s Habsburgovcima, a osobito s carem Fridrikom III.

## Sukob
U početku, 1469. godine, vojvoda Žigmund, iz austrijske grane Habsburga, dodijelio je svoje posjede u Elzasu kao leno burgundskom vojvodi Karlu Smjelom kako bi ih bolje zaštitio od širenja Švicarske Konfederacije. Karlov angažman zapadno od Rajne nije mu dao nikakav razlog za napad na konfederaciju kao što je želio Žigmund, no njegova politika embarga protiv gradova Basela, Strasbourga i Mulhausa, u režiji Petera von Hagenbacha, potaknula ih je da se okrenu u pomoć Bernu. Karlova ekspanzionistička strategija pretrpjela je prvi udarac u svojoj politici kada je njegov napad na nadbiskupiju Kölna doživio neuspjeh nakon neuspješne opsade Neussa (1474. – 1475.).
U drugoj fazi, Žigmund je nastojao postići mirovni sporazum sa švicarskim saveznicima, koji je konačno zaključen u Konstanzi 1474. godine (kasnije nazvan Ewige Richtung). Želio je od Karla vratiti svoje elsaške posjede, što je potonji odbio. Ubrzo nakon toga, von Hagenbach je zarobljen i pogubljen u Elzasu, a Švicarci, ujedinjeni s gradovima Elzasa i Žigmundom   u "anti-burgundskoj ligi" osvojili su dio burgundske Jure (Franche-Comté) kada su dobili bitku iz Héricourta u studenom 1474. godine. Sljedeće godine, Bernske snage osvojile su i popljačkale Vaud, koji je pripadao Vojvodstvu Savoje, koje je bilo u savezu s Karlom Smjelim. U Valaisu neovisne republike Sieben Zendena, uz pomoć bernskih i drugih konfederacijskih snaga, izbacili su Savojce iz donjeg Valaisa nakon pobjede u bitci kod Plante u studenom 1475. godine. Godine 1476. Karlo je uzvratio i marširao prema Grandsonu, koji je pripadao Pierreu de Romontu iz Savoje, ali kojeg su nedavno bili zauzeli Švicarci. Kad su nekoliko dana kasnije stigle švicarske konfederacijske snage, pobijeđen je u bitci za Grandson i bio prisiljen pobjeći s bojnog polja, ostavljajući iza sebe topništvo i mnoge dragocjenosti. Nakon što je okupio svoju vojsku,  konfederacijske snage su mu zadale poražavajući udarac u bitci kod Murtena. Karlo Smjeli je podigao novu vojsku, ali je pao u bitci kod Nancya 1477. godine, gdje su se Švicarci borili uz vojsku Renéa II., vojvode od Lorene.

## Posljedice
Smrću Karla Smjelog izumrla je dinastija vojvoda Burgundije. Flamanski krajevi burgundskih vojvoda kasnije su postali posjed Habsburgovaca, kada je nadvojvoda Maksimilijan Austrijski, kasniji car Svetog rimskg carstva, oženio jedinu kćerkom Mariju od Burgundije. Samo vojvodstvo je postalo dio Francuske za vladaine kralja Luja XI. Franche-Comté je u početku bio francuski posjed, ali ga je 1493. godine francuski kralj Karlo VIII. ugovorom u Senlisu predao Maximilianovom sinu Filipu, pokušavajući podmititi cara da ostane neutralan za vrijeme planirane invazije Italije.
Pobjede Švicaraca nad jednom od najmoćnijih vojnih snaga u Europi u to doba donijeli su im ugled skoro pa nepobjedivih, a burgundski ratovi označili su početak uspon švicarskih plaćenika na bojnom polju Europe. Unutar same Konfederacije, međutim, ishod rata doveo je do unutarnjeg sukoba kada su gradski kantoni inzistirali na tome da dobiju najveći dio ratnog plijena i posjeda jer su dali najviše vojnika.  Seoski kantoni su se opirali tomu te su sporovi gotovo doveli do rata između kantona. Razmirice su riješene tijekom Stanskog sabora 1481. godine.

## Vanjske poveznice
|  | Zajednički poslužitelj ima još gradiva o temi Burgundski ratovi |